# Ерік Бо Андерсен
Ерік Бо Андерсен (дан. Erik Bo Andersen, нар. 14 листопада 1970, Раннерс) — данський футболіст, що грав на позиції нападника.
Виступав, зокрема, за клуб «Ольборг» та «Дуйсбург», а також національну збірну Данії.

## Клубна кар'єра
У дорослому футболі дебютував 1992 року виступами за команду «Ольборг», в якій провів чотири сезони, взявши участь у 98 матчах чемпіонату. Більшість часу, проведеного у складі «Ольборга», був основним гравцем атакувальної ланки команди. У складі «Ольборга» був одним з головних бомбардирів команди, маючи середню результативність на рівні 0,51 гола за гру першості.
У лютому 1996 року зза 1,2 мільйони фунтів стерлінгів перейшов у шотландський «Рейнджерс», де став виступати разом із своїм партнером по збірній Браяном Лаудрупом. У новій команді за незграбний стиль гри Андерсен отримав прізвисько «Бембі». Це прізвисько він отримав після того, як у матчі проти «Данді Юнайтед» не зміг вразити порожні ворота, з двох метрів влучивши у перекладину. Його зірковим часом стало Дербі старої фірми проти «Селтіка», де вийшовши на заміну забив двічі і приніс своєму клубу перемогу. З «Рейнджерс» Ерік двічі виграв Прем'єр-лігу та один раз Кубок Шотландії, але згодом програв конкуренцію за місце в основі. Після приходу до команду влітку італійського нападника Марко Негрі він повернувся на батьківщину і став гравцем «Оденсе», де провів наступний сезон. Протягом нього Андерсен забив шість голів у 16 іграх, але не зміг врятувати свою команду від вильоту.
В липні 1998 року за 9,6 мільйонів данських крон перейшов до німецького «Дуйсбурга», де став грати з іншим співвітчизником Стігом Тьофтінгом. Андерсен отримав травму під час передсезонної підготовки і йому довелося відновлюватися протягом півтора місяців. Коли Андерсен одужав, він так і не знайшов своєї бомбардирської форми в «Дуйсбурзі», забивши за сезон лише 2 голи, тому наступного року  був відданий в оренду в клуб «Вайле».
В липні 2000 року переїхав до норвезького клубу «Одд Гренланд», де мав замінити Фруде Йонсена. Його було придбано за 2,8 мільйона данських крон, що є рекордом трансферної вартості для «Одд Гренланда». З командою того ж року став володарем Кубка Норвегії.
Завершив ігрову кар'єру у рідній команді «Ольборг», у складі якої вже виступав раніше. Повернувся до неї на початку 2002 року і захищав її кольори до припинення виступів на професійному рівні у 2003 році через травми. Загалом за цю команду провів 142 гри та забив 66 голів у всіх турнірах протягом двох періодів.

## Виступи за збірну
26 квітня 1995 року дебютував в офіційних матчах у складі національної збірної Данії в грівідбору на Євро-1996 проти Македонії (1:0), де він вийшов на заміну в другому таймі замість Петера Расмуссена.
Наступного року у складі збірної був учасником чемпіонату Європи 1996 року в Англії. Там він зіграв лише у одній грі групового етапу проти Туреччини (3:0), у якій віддав дві гольові передачі на Браяна Лаудрупа, але данці не вийшли з групи. Цей матч став останнім для Еріка за збірну. Загалом протягом кар'єри в національній команді, яка тривала 2 роки, провів у її формі 6 матчів.

## Подальше життя
Після завершення ігрової кар'єри він працював тренером в аматорській команді Dronningborg Boldklub.
У 2005 році він балотувався до муніципальної ради муніципалітету Рандерс як кандидат від ліберальної партії Венстре. Він отримав 217 голосів і був обраний до муніципальної ради з перевагою в тринадцять голосів.
Андерсен заснував поблизу Дронінгборга компанію EBA Invest, яка займається девелопментом нерухомості. У 2004 році Андерсен купив великі польові ділянки за межами Рандерса, на яких розбудував житловий район із 65 ділянками.

## Титули і досягнення
- Чемпіон Шотландії (2):

«Рейнджерс»: 1995/96, 1996/97
- Володар Кубка Шотландії (2):

«Рейнджерс»: 1995/96, 1996/97
- Володар Кубка Норвегії (1):

«Одд Гренланд»: 2000
- Найкращий бомбардир Данської Суперліги (1):

«Ольборг»: 1994/95